# Alien Convergence – Angriff der Drachenbiester
Alien Convergence – Angriff der Drachenbiester (Originaltitel: Alien Convergence – Battle in the Sky) ist ein US-amerikanischer Science-Fiction-Film mit Horrorfilmelementen von Rob Pallatina aus dem Jahr 2017. Produziert wurde er von The Asylum.

## Handlung
Die USA werden von drei großen Meteoriten getroffen, die die komplette Stromversorgung und das Mobilfunknetz ausfallen lassen. Die Himmelskörper entpuppen sich wenig später als Transportmittel einer geflügelten und Feuer speienden außerirdischen Lebensform. Schon bald fallen sie über die Menschen her. Wenig später werden sie Stargoyles getauft.
Daraufhin entsendet die United States Air Force eine Spezialeinheit unter Führung von Emma Harper. Sie befehligt eine Kampfjeteinheit, die ihre Gefährten über neurologische Impulse steuern. Ihr eigener Vater, Benjamin Robbins, einst ein gefeierter Pilot, nun auf einen Rollstuhl angewiesen, ist erst gegen die Kompanie, schließt sich dieser dann aber auch an. Auf seinem ersten Kampfeinsatz muss er feststellen, dass die Monster sich zu einem einzigen Individuum vereinigt haben.
Parallel dazu erhalten sie die Kenntnis, dass die Monster gegen hohe Kälte empfindlich sind. Bei einem weiteren Kampfeinsatz kommt der talentierte Pilot Ishiro Tsubaraya ums Leben, ermöglicht seinen Kameraden allerdings den erfolgreichen Angriff auf das Monster mit einem Stickstoff-Sprengkörper. Als die außerirdische Kreatur davon am Kopf getroffen wird, stürzt sie tot vom Himmel.

## Hintergrund
Der Film erschien am 27. Juni 2017, knapp einen Monat nach dem Kinostart von Alien: Covenant, im US-amerikanischen Videoverleih. Am 10. November 2017 begann der Videovertrieb in Deutschland.
Die Studioszenen wurden in der kalifornischen Stadt Glendale aufgenommen. Die Aufnahmen des Militärstützpunktes wurden auf dem Whiteman Airport in Pacoima, einem Stadtteil von Los Angeles, realisiert. Weiterer Drehort war die Koch’s Movie Ranch in Acton.

## Rezeption
„Fader Science-Fiction-Film der billigsten Sorte, der sich mit zähen Dialogszenen um die Präsentation der miserabel getricksten Monster drücken will. Ein Dutzendprodukt von bestürzender Einfallslosigkeit.“

„Es funktioniert: Kopfschmerzen garantiert!“

Cinema bezeichnet den Film als billigen Abklatsch von Alien: Covenant. Tatsächlich kann der Film als dessen Mockbuster eingestuft werden. Final spricht Cinema von der gewohnten Asylum-Enttäuschung.